# Campeonato Baiano 1912
In 1912 werd het achtste Campeonato Baiano gespeeld voor voetbalclubs uit de Braziliaanse staat Bahia. De competitie werd gespeeld van 19 mei tot 22 september.   Atlético werd kampioen. 

## Eindstand
| Plaats | Club         | Wed. | W | G | V | Saldo | Ptn. |
| ------ | ------------ | ---- | - | - | - | ----- | ---- |
| 1.     | Atlético     | 4    | 3 | 1 | 0 | 4:1   | 7    |
| 2.     | Vitória      | 4    | 2 | 1 | 1 | 8:4   | 5    |
| 3.     | São Salvador | 4    | 0 | 0 | 4 | 2:9   | 0    |

|  | Kampioen |

Wedstrijden
|              | ATL   | SÃO | VIT |
| ------------ | ----- | --- | --- |
| Atlético     | –     | 2–0 | 1–1 |
| São Salvador | 0–W/O | –   | 1–4 |
| Vitória      | 0–1   | 3–1 | –   |

## Kampioen
| Campeonato Baiano de 1912 |
| ------------------------- |
| ATLÉTICO 1º Titel         |